# Simone Giocondi
Simone Giocondi, född 28 april 2002, är en sanmarinsk fotbollsspelare som spelar för San Marino Academy och San Marinos herrlandslag.
Giocondi debuterade för det sanmarinska landslaget i en match mot Cypern den 11 juni 2024. I den 81:a minuten gjorde Giocondi San Marinos enda mål i matchen som slutade 1–4.
Giocondi är fjärde spelare att göra mål i sin debut från San Marino, efter Alex Gasperoni, Nicola Ciacci och Lorenzo Lazzari.